# Cucharón

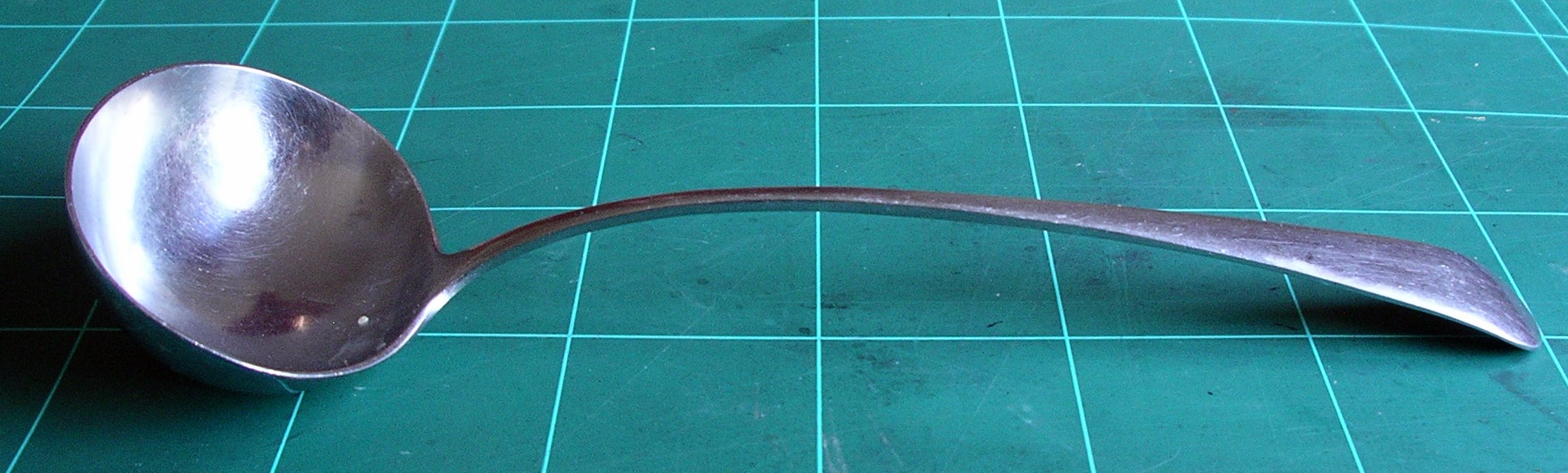
Cucharón de acero inoxidable

Un cazo, también llamado cucharón, es una especie de cuchara de gran tamaño con un asa alargada. El uso del cucharón es doble: por un lado, con su cazuela se puede extraer de la olla una porción; por otra parte, permite remover los contenidos de un recipiente cuando estos se están cocinando. Existen diversos modelos de cucharones, la mayoría de ellos están elaborados de metal. 
Se usa principalmente para servir alimentos con mucho líquido como las sopas o asopados o bien para napar con salsas.

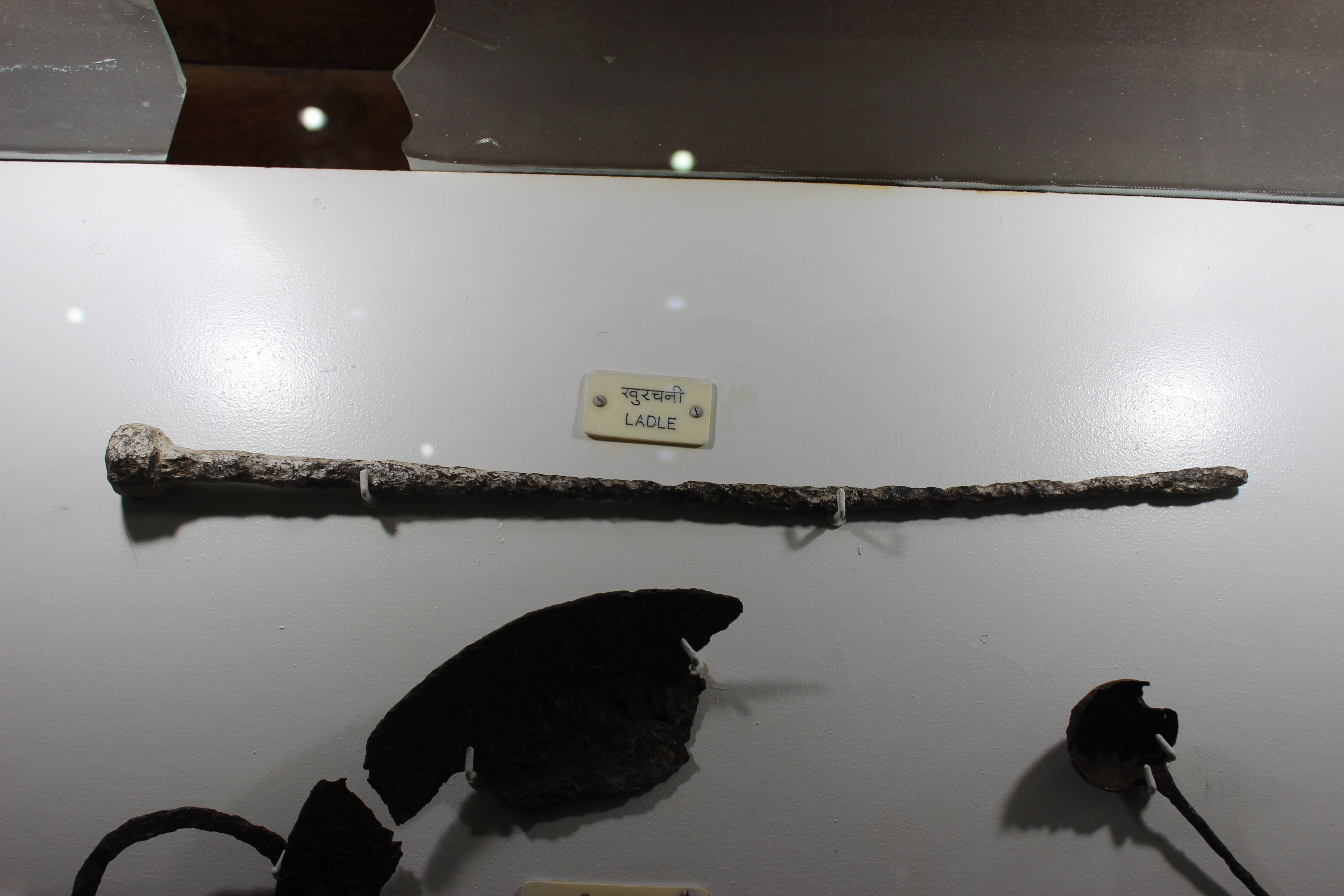
Cucharón

## Usos alternativos
A menudo se toma como unidad de medida para determinar una ración de alimento en un plato.